# Ermita de Santa Bàrbara (Perales del Alfambra)
L'ermita de Santa Bàrbara és una ermita barroca del segle xviii situada a la localitat aragonesa de Perales del Alfambra (Espanya). Està dedicada a Santa Bàrbara, patrona de la localitat.
Es tracta d'un edifici de maçoneria i carreu de planta centralitzada, amb tres absis poligonals. El creuer compta amb una cúpula sobre petxines.